# Palora (canton)
Palora est un canton d'Équateur situé dans la province de Morona-Santiago.